# Francisco Guerrero (compositeur)
Pour les articles homonymes, voir Guerrero (homonymie).
Francisco Guerrero de Burgos (né à Séville le 4 octobre 1528, où il est décédé le 8 novembre 1599) est, avec Tomás Luis de Victoria et Cristóbal de Morales, l'un des principaux compositeurs espagnols de la Renaissance.

## Biographie
Adolescent, il est membre et donc élève du chœur de la cathédrale de Séville, et étudie également la musique auprès de son frère Pierre (également membre du chœur), du maître de chapelle de cette cathédrale Fernández de Castilleja et de son élève Cristóbal de Morales, tous chantres/choristes et compositeurs en lien avec cette cathédrale. En 1546, âgé de dix-sept ans, il est nommé maître de chapelle de la cathédrale de Jaén. Avant qu'il n'atteigne trente ans, il jouit déjà d'une réputation exceptionnelle, et certaines de ses œuvres sont publiées à l'étranger. Il travaille par la suite dans le chœur de la cathédrale de Séville. Il effectue de nombreux voyages à travers l'Espagne et le Portugal, au service de l'empereur Maximilien II, et passe une année en Italie (1581-1582). Au cours d'un voyage en Terre Sainte en 1588, il est capturé par des pirates pendant le voyage de retour, avant d'être libéré moyennant rançon. Il racontera son aventure dans un ouvrage qui connaîtra un grand succès à l'époque, El viage de Hierusalem (Le voyage de Jérusalem), publié en 1590. Endetté, il est emprisonné. Puis, le chœur de la cathédrale de Séville fait à nouveau appel à lui, et le nomme maître de chapelle. Il meurt à Séville au cours de l'épidémie de peste de 1599.
Guerrero a séjourné moins longtemps en Italie que Victoria et Morales. Il a également composé des œuvres profanes en plus grande proportion que ces derniers. Il s'en distingue également par une abondante œuvre instrumentale, en plus d'un nombre considérable d'œuvres vocales sacrées. Comme ses contemporains espagnols, il préfère les textures homophoniques, avec une voix dominante et d'autres qui lui sont subordonnées. Il anticipe l'harmonie fonctionnelle. Ainsi, l'un de ses Magnificat, dont la partition anonyme a été trouvée à Lima, a longtemps été considérée comme une œuvre du XVIIIe siècle.
Il a composé dix-neuf messes et cent cinquante pièces liturgiques diverses (motets, psaumes, vêpres), ainsi que des chants sacrés et profanes.

## Œuvres
Messes
- Batalle Escoutez
- Beata mater
- Congratulamini mihi
- De Beata Virgine (deux versions)
- Dormendo un giorno
- Ecce sacerdos magnus
- In te Domine speravi
- Inter vestibulum
- Iste Sanctus
- L'homme armé (deux versions)
- Pro defunctis
- Puer qui natus
- Saeculorum amen
- Sancta et immaculata virginitas
- Simile est regnum caelorum
- Super flumina Babylonis
- Surge propera

Motets
- Accepit Jesus panes
- Alma Redemptoris mater
- Ambulans Jesus
- Ascendens Christus
- Ave Maria (deux versions, à 4 et 8 voix)
- Ave Regina caelorum
- Ave Virgo sanctissima
- Beata Dei Genitrix Maria
- Beatus Achacius
- Beatus es (deux versions)
- Beatus Johannes
- Canite tuba
- Cantate Domino
- Caro mea
- Clamabat autem mulier
- Conceptio tua
- Cum audisset Johannes
- Cum turba plurima
- Dedisti Domine (deux versions)
- Dicebat Jesus
- Dixit Dominus Petro
- Ductum est Jesus (deux versions, à 4 et 5 voix)
- Dulcissima Maria
- Dum aurora
- Dum complerentur dies Penthecostes
- Dum esset Rex
- Duo Seraphim
- Ecce accendimus Hierosolimam
- Ecce nunc tempus
- Ego flos campi
- Ego vox clamans
- Elisabeth Zachariae
- Erunt signa in sole
- Et post dies sex
- Exaltata est
- Gabriel Archangelus
- Gaude Barbara
- Gaudent in caelis
- Gloria et honore
- Gloriose confessor Domini (deux versions)
- Hei mihi Domine
- Hic est discipulus
- Hic vir
- Hoc enim bonus est
- Hoc est praeceptum meum
- Ibant Apostoli
- In conspectu Angelorum
- In illo tempore, assumpsit Iesus
- In illo tempore cum sublevasset
- In illo tempore, erat Dominus Iesus (deux versions)
- In passione positus Iesus
- Inter vestibulum
- Iste Sanctus
- Istorum est enim
- Laudate Dominum
- Magne pater Augustine
- Maria Magdalena
- O altitudo divitiarum
- O crux benedicta
- O crux splendidior
- O Doctor optime
- O Domine Iesu Christe (deux versions)
- O Gloriosa Dei Genitrix
- O Sacrum Convivium
- O Virgo Benedicta
- Pastores loquebantur
- Pater Noster (deux versions : à 4 et 8 voix)
- Peccantem me quotidie
- Petre, ego pro te rogavi
- Per signum Crucis
- Pie pater Hieronyme
- Post dies octo
- Prudentes virgines
- Quae est ista
- Quasi cedrus
- Quasi stella matutina
- Quis vestrum
- Quomodo cantabimus
- Recordare Domine
- Regina caeli (deux versions : à 4 et 8 voix)
- Trahe me post te

Hymnes
- Ad caenam agni providi
- Aurea luce
- Ave maris stella
- Christe redemptor omnium (deux versions)
- Conditor alme siderum
- Deus tuorum militum
- Exultet caelum laudibus
- Hostis Herodes impie
- Iste confessor
- Jesu corona virginum
- Jesu nostra redemptio
- Lauda mater ecclesia
- O lux beata trinitas
- Pange lingua
- Quicumque Christum quaeritis
- Sanctorum meritis
- Te Deum laudamus
- Tibi Christi splendor Patris
- Tristes erant apostoli
- Urbs Jerusalem beata
- Ut queant laxis
- Veni creator spiritus
- Vexilla regis prodeunt

Magnificats
- Deux magnificats sur chacun des huit tons, soit seize en tout.

Passions
- selon saint Matthieu
- selon saint Marc
- selon saint Luc
- selon saint Jean (deux versions)

### Œuvres musicales
- Synopsis de l'université de Malaga : Œuvres de Francisco Guerrero
- MIssarvm Liber secvndvs (Libre II), Typographia Dominici Basæ, Rome 1582 : [partition originale en ligne]

### Témoignage
- El viage de Jerusalem (Voyage à Jérusalem - Introduction, notes et traduction par Oliver Trachier), Éditions Jérôme Millon, Grenoble 1997  (ISBN 978-2-84137-057-3) [extrait en ligne]

### Notices
- Ressources relatives à la musique :   - International Music Score Library Project
  - AllMusic
  - Carnegie Hall
  - ChoralWiki 
  - Discography of American Historical Recordings
  - Discogs
  - Grove Music Online
  - MusicBrainz
  - Musopen
  - Muziekweb
  - Rate Your Music
  - Répertoire international des sources musicales
- Ressource relative au spectacle :   - Les Archives du spectacle
- Notices dans des dictionnaires ou encyclopédies généralistes :   - Britannica
  - Diccionario Biográfico Español
  - Gran Enciclopèdia Catalana
  - Hrvatska Enciklopedija
  - Internetowa encyklopedia PWN
  - Proleksis enciklopedija
  - Treccani
  - Universalis
- Notices d'autorité :   - VIAF
  - ISNI
  - BnF (données)
  - IdRef
  - LCCN
  - GND
  - Italie
  - CiNii
  - Espagne
  - Belgique
  - Pays-Bas
  - Pologne
  - Israël
  - NUKAT
  - Catalogne
  - Vatican
  - Tchéquie
  - Portugal
  - WorldCat
- « Francisco Guerrero » (partitions libres de droits), sur l'IMSLP